# Liga Asobal 2020-21
La Liga Asobal 2020-21 es la 31.ª edición de la Liga Asobal de balonmano, la máxima categoría del balonmano español.
Debido a la pandemia por coronavirus que provocó el final abrupto de la temporada anterior, no hubo descensos, pero sí dos ascensos desde la División de Honor Plata, por lo que la competición pasa de 16 a 18 equipos. Se prevé el descenso de los cuatro últimos clasificados y una eliminatoria de promoción entre el siguiente peor clasificado y el tercero de la División de Honor Plata.

## Equipos
| - Barça Lassa - Frakin BM Granollers - Abanca Ademar León - Frigoríficos del Morrazo BM Cangas - BM Ciudad de Logroño - BM Nava - BM Benidorm - Ángel Ximénez Avia Puente Genil - Club Cisne |  | - Bidasoa Irún - Quabit Guadalajara - Helvetia Anaitasuna - Liberbank Cuenca - Fertiberia Puerto Sagunto - Liberbank Cantabria Sinfín - Bada Huesca - Recoletas Atlético Valladolid - Club Balonmano Villa de Aranda |  |

### Equipos por comunidad autónoma
| Comunidad Autónoma   | N.º de equipos | Equipos                                                                         |
| -------------------- | -------------- | ------------------------------------------------------------------------------- |
| Castilla y León      | 4              | Abanca Ademar León, Recoletas Atlético Valladolid, CB Nava y BM Villa de Aranda |
| Castilla-La Mancha   | 2              | Liberbank Cuenca y Quabit Guadalajara                                           |
| Cataluña             | 2              | Fraikin BM Granollers y Barça Lassa                                             |
| Comunidad Valenciana | 2              | BM Benidorm y Fertiberia Puerto Sagunto                                         |
| Galicia              | 2              | Frigoríficos del Morrazo BM Cangas y Club Cisne                                 |
| Cantabria            | 1              | Liberbank Cantabria Sinfín                                                      |
| Andalucía            | 1              | Ángel Ximénez Avia Puente Genil                                                 |
| Aragón               | 1              | Bada Huesca                                                                     |
| La Rioja             | 1              | BM Logroño La Rioja                                                             |
| Navarra              | 1              | Helvetia Anaitasuna                                                             |
| País Vasco           | 1              | Bidasoa Irún                                                                    |

## Clasificación
| | Equipo                                  | Puntos | J  | G  | E | P  | GF   | GC   | DG   |
| --- | --------------------------------------- | ------ | -- | -- | - | -- | ---- | ---- | ---- |
| 1 | Barça                                   | 68     | 34 | 34 | 0 | 0  | 1315 | 818  | 497  |
| 2 | Bidasoa Irún                            | 53     | 34 | 26 | 1 | 7  | 987  | 864  | 123  |
| 3 | BM Logroño La Rioja                     | 47     | 34 | 23 | 1 | 10 | 994  | 915  | 79   |
| 4 | Fraikin BM Granollers                   | 47     | 34 | 23 | 1 | 10 | 1009 | 962  | 47   |
| 5 | Bada Huesca                             | 47     | 34 | 23 | 1 | 10 | 950  | 914  | 36   |
| 6 | Incarlopsa Cuenca                       | 43     | 34 | 20 | 3 | 11 | 949  | 927  | 22   |
| 7 | Abanca Ademar León                      | 39     | 34 | 19 | 1 | 14 | 975  | 924  | 51   |
| 8 | Ángel Ximénez Puente Genil              | 36     | 34 | 16 | 4 | 14 | 935  | 933  | 2    |
| 9 | Recoletas Atlético Valladolid           | 35     | 34 | 16 | 3 | 15 | 1003 | 1006 | -3   |
| 10 | Helvetia Anaitasuna                     | 33     | 34 | 14 | 5 | 15 | 933  | 932  | 1    |
| 11 | BM Benidorm                             | 31     | 34 | 13 | 5 | 16 | 992  | 1000 | -8   |
| 12 | Viveros Herol Balonmano Nava            | 24     | 34 | 10 | 4 | 20 | 835  | 944  | -109 |
| 13 | Liberbank Cantabria Sinfín              | 24     | 34 | 9  | 6 | 19 | 886  | 1001 | -115 |
| 14 | Frigoríficos del Morrazo BM Cangas      | 22     | 34 | 8  | 6 | 20 | 818  | 938  | -120 |
| 15 | BM Guadalajara                          | 22     | 34 | 9  | 4 | 21 | 907  | 978  | -71  |
| 16 | Fertiberia Puerto Sagunto               | 18     | 34 | 6  | 6 | 22 | 917  | 1009 | -92  |
| 17 | Dicsa Modular Cisne Balonmano           | 12     | 34 | 5  | 2 | 27 | 828  | 1036 | -208 |
| 18 | Blasgon y Bodegas Ceres Villa de Aranda | 11     | 34 | 4  | 3 | 27 | 829  | 961  | -132 |
| Fuente: Real Federación Española de Balonmano: Clasificación de la Liga Asobal; actualización automática |                                         |        |    |    |   |    |      |      |      |

### Máximos goleadores
| N.º | Nombre                  | Selección | Goles | Partidos jugados | Media |
| --- | ----------------------- | --------- | ----- | ---------------- | ----- |
| 1   | Jorge Serrano           | España    | 218   | 34               | 6.41  |
| 2   | Gonzalo Perez Arce      | España    | 217   | 34               | 6.38  |
| 3   | Rodrigo Pérez Arce      | España    | 191   | 34               | 5.62  |
| 4   | Nacho Vallés            | España    | 184   | 34               | 5.41  |
| 4   | Juan Castro Álvarez     | España    | 171   | 34               | 5.03  |
| 6   | Esteban Joaquín Salinas | Chile     | 170   | 34               | 5     |
| 7   | Antonio García Robledo  | España    | 170   | 33               | 5.15  |
| 8   | Agustín Casado          | España    | 168   | 34               | 4.94  |
| 9   | Arthur Pereira          | Brasil    | 167   | 34               | 4.91  |
| 10  | Matheus Novais          | Brasil    | 153   | 32               | 4.78  |

### Equipo ideal
- Mejor jugador del campeonato —MVP—: Raúl Entrerríos ( España).
- Mejor Entrenador : Xavier Pascual Fuertes ( España).
- Mejor Pareja de Árbitros : Ángel Sabroso / Óscar Raluy ( España).
- Mejor Defensor : Thiagus Petrus ( Brasil).
- Jugador Revelación : Ander Izquierdo ( España).
- Mejor Gol : Federico Pizarro ( Argentina).
- Mejor Parada: Samuel Ibañez ( España).

| Posición          | Nombre                  | Equipo                |
| ----------------- | ----------------------- | --------------------- |
| Portero           | Gonzalo Pérez de Vargas | F.C. Barcelona        |
| Extremo derecho   | Gonzalo Pérez Arce      | Abanca Ademar León    |
| Extremo izquierdo | Daniel Fernández        | Club Balonmano Cangas |
| Pivote            | Ludovic Fabregas        | F.C. Barcelona        |
| Central           | Raúl Entrerríos         | F.C. Barcelona        |
| Lateral derecho   | Dika Mem                | F.C. Barcelona        |
| Lateral izquierdo | Antonio García Robledo  | BM. Granollers        |